# آگوستو اوبری
آگوستو اوبری (انگلیسی: Augusto Aubry; ۲۸ آوریل ۱۸۴۹ – ۴ مارس ۱۹۱۲) افسر نیروی دریایی و سیاستمدار اهل پادشاهی ایتالیا بود. وی در جریان جنگ عثمانی و ایتالیا در نبردناو ویتوریو امانوئل در تارانتو، لیبی درگذشت.